# Aciagrion rarum
Aciagrion rarum е вид насекомо от семейство Coenagrionidae.

## Разпространение
Видът е разпространен в Ангола и Замбия.